# Louis Cousin-Despréaux
Pour les articles homonymes, voir Cousin et Despréaux.
Louis Cousin-Despréaux, né le 7 août 1743 à Dieppe où il est mort le 3 octobre 1818, est un homme de lettres français.

## Biographie
Fils d’un inspecteur général des chemins royaux de la Basse et Haute-Normandie installé à Dieppe, après avoir quitté Rouen, Cousin-Despréaux fit ses premières études au collège du Plessis et de Senlis, à Paris, études qu’il compléta en suivant les cours des meilleurs professeurs et sous l’inspiration de Nollet, de Buffon ou des Jussieu.
Vers 1763, son père, qui était alors entrepreneur des fortifications et ouvrages du roi dans la ville de Dieppe, le rappela auprès de lui, afin de le seconder dans son travail, et il fut obligé de renoncer à un voyage en Grèce qu’il avait projeté, pour s’occuper de constructions de murs et de pilotis. Sur ces entrefaites, il perdit son père et dut entièrement s’installer auprès de sa mère afin de liquider des affaires importantes. Il dut, de plus, tenir la comptabilité de cette dernière, qui tenait un commerce de dentelles, auquel elle joignit des armements pour la pêche côtière. Sa vie se trouvait donc partagée en deux parts. Il donnait aux travaux littéraires le temps qui lui restait, après avoir écrit une facture à joindre à un paquet de marchandises et additionné le compte de la vente du poisson.
Vers 1770, il se maria et devint père d’une nombreuse famille. C’est à cette époque qu’il commença son Histoire de la Grèce, ouvrage en 16 vol. in-12, qui fut bien reçu dans les feuilles et les périodiques de l’époque, et cité avec estime dans un assez grand nombre d’ouvrages sérieux, parmi lesquels l'Année littéraire, l’Esprit de l’Histoire, le Spectateur français, le Dictionnaire de Feller, etc. Cet ouvrage, qui a reçu la préférence historique sur le Voyage du jeune Anacharsis, de Barthélemy, œuvre un peu romanesque, n’obtint pourtant qu’un succès d’estime, à une époque (1780 à 1789) peu favorable aux études historiques, et peu de lecteurs connurent peut-être les circonstances au milieu desquelles l’ouvrage avait été composé.
Cousin des Préaux ne se distingua pas seulement comme savant, mais encore comme homme public et administrateur. Il fut nommé échevin de la ville de Dieppe et appuya avec ardeur le projet de canal qui devait relier cette ville avec Paris. Élu membre de l’Assemblée provinciale de Normandie, à la Révolution, il y parut avec distinction, mais, ses opinions religieuses étant assez éloignées de celle la Révolution, il ne put éviter une assez longue captivité, soit au château de Dieppe, soit chez lui, en résidence surveillée. Il put néanmoins adoucir les rigueurs de sa captivité en correspondant avec l’historiographe Moreau, l’abbé Barruel, Bérault-Bercastel, Philippe-Louis Gérard ou Manon Roland.
Les loisirs forcés de son emprisonnement le mirent à même de composer un ouvrage en trois volumes, intitulé : Leçons de la Nature, ouvrage de théologie naturelle imité des Considérations sur les œuvres de Dieu dans le règne de la nature et de la Providence du théologien et naturaliste allemand Christoph Christian Sturm. Ce dernier ouvrage, plusieurs fois réédité, fut refondu en 1839 par Léon-Michel Desdouits.
Rendu à la liberté au mois d’aout 1794, il se remit à l’étude et mit, peu après, la dernière main à un ouvrage en huit volumes, intitulé : Morale des États, œuvre de conscience qui ne put alors être publiée. Dans cet état d’esprit, il accueillit avec enthousiasme le retour des Bourbons. Les tendances du gouvernement ne tardèrent pas cependant à l’inquiéter, et il adressa à Louis XVIII une Adresse, par un vieillard de Normandie, dans laquelle il exposait le danger des trop grandes concessions faites aux idées révolutionnaires.
Le 13 juin 1814, il perdit son épouse, et, quatre ans plus tard, vers trois heures de l’après-midi, il alla la rejoindre. Il était correspondant de l’Académie des inscriptions et belles-lettres, de celle des Arcades de Rome, membre de l’Académie des sciences, belles-lettres et arts de Rouen, et de plusieurs autres Académies de France. L’abbé Cochet fait placer, en 1846, une inscription en marbre sur la maison dans laquelle il est né et mort.

## Publications
- Histoire générale et particulière de la Grèce, 16 vol., 1780-1789.
- Les Leçons de la nature : ou l’Histoire naturelle présentée à l’esprit et au cœur, Paris, 1801, 4 vol.. tome 1 en ligne 2 3 4

## Pour approfondir